# Columbia Főiskola (Oregon)
A Columbia Főiskola az Amerikai Egyesült Államok Oregon államának Eugene városában működő presbiteriánus magánintézmény volt. 1860-as bezárása előtt kétszer is leégett.

## Története
Miután a Cumberland felekezet 1810-ben levált a presbiteriánus egyházról, igény mutatkozott egy papnevelde létesítésére. 1851-ben Oregon Territórium területén egy új intézményről kezdtek tárgyalásokat, majd 1853. április 7-én Washington megyében J. A. Cornwall, D. H. Bellknap és James Henry Dickey Henderson megalapították az iskolatervezési bizottságot.
Henderson október 5-én finanszírozási tervet nyújtott be, amely szerint a Willamette-völgyben, Lafayette közelében létesítendő főiskolához szükséges húszezer dollárt száz dolláros ösztöndíjak árusításával tudnák összegyűjteni. 1853 decemberében elkezdődött az adománygyűjtés, 1854. október 5-én pedig Eugene-t választották az intézmény helyszínéül. Az iskola alapító okiratát 1855. január 11-én nyújtották be a törvényhozásnak.
Az intézmény neve kezdetben Csendes-óceáni Főiskola volt, de a Jacob Gillespie, Asa Lovejoy és Delazon Smith alkotta bizottság Columbiára módosította az elnevezést. A bizottság a törvényjavaslatot egy nap gondolkodás után visszaküldte a főgyűlésnek; a javaslatot David Logan 1855. január 17-én terjesztette elő, majd január 20-án megszavazta, ezzel 24-én jogerőre emelkedett. Az alapító okirat szerint az intézmény egyházi fenntartású koedukált iskola. 1855 májusában az igazgatótanács elnökének Samuel Dillardot választották; októberben az állam 8,1 hektárt biztosított, ahol egy 7,3×15 méteres iskolaépületet emelhetnek. 1856 augusztusában Enoch Pratt Henderson lelkészt kérték fel rektornak; a pozíciót november 3-ától 1959. szeptember 19-éig töltötte be. Az intézmény 1856. november 3-án nyílt meg, az első évfolyam pedig november 17-én indult 52 fővel. A kurzusok főként előkészítő jellegűek voltak.
Az épület november 20-án egy feltételezett gyújtogatás következtében leégett. Két nappal később az oktatás egy bérleményben folytatódott; mire az új épület elkészült, a hallgatói létszám elérte a százötven főt. A második, ideiglenes iskolaépület 1857 novemberében készült el, de 1858. február 26-án ez is leégett. A harmadik, homokkővel burkolt létesítmény az iskola bezárásáig nem készült el.

### Megszűnése
A felekezetek közötti nézeteltérések miatt az egyház felfüggesztette az intézmény támogatását. A problémák rabszolgatartással kapcsolatos vitákból eredtek (amelyek a polgárháborúhoz vezettek): a Kentucky állambeliek támogatták a rabszolgatartást, míg a többiek ellenezték azt. 1859-ben Henderson rektor lemondott, őt a rabszolgatartást támogató M. I. Ryan követte, aki 1860 júniusában megtámadta Byron J. Pengrát, majd keletre menekült. A felek a vallásoktatás szükségességében sem értettek egyet, egyesek pedig új iskolát akartak alapítani.
Henderson pert indított elmaradt bérei miatt, ami hozzájárult az intézmény csődjéhez. A félkész épületet 1867-ben lebontották, az építőanyagot később egy üzletnél hasznosították újra.
College Hill városrészt a főiskoláról nevezték el. 1906-ban az Olive és 19th utcák sarkán emlékművet állítottak.

## Nevezetes személyek
- Harrison R. Kincaid, újságíró[4]
- James F. Watson, bíró, politikus[2]
- Joaquin Miller, költő, író[5]
- William Thompson, újságíró[6]

## Fordítás
- Ez a szócikk részben vagy egészben  a   Columbia College (Oregon) című angol Wikipédia-szócikk ezen változatának fordításán alapul.  Az eredeti cikk szerkesztőit annak laptörténete sorolja fel. Ez a jelzés csupán a megfogalmazás eredetét és a szerzői jogokat jelzi, nem szolgál a cikkben szereplő információk forrásmegjelöléseként.